# Chinhydron
Chinhydron organiczny związek chemiczny, kompleks chinonu z hydrochinonem w stosunku molowym 1:1. W temperaturze pokojowej występuje w formie czarnozielonych kryształów. Jest stosowany jako składnik elektrody chinhydronowej.